# Ion Jipa
Ion Jipa (ur. 9 marca 1925) – rumuński jeździec. Uczestnik Igrzysk Olimpijskich w 1952 w Helsinkach. Na igrzyskach olimpijskich uczestniczył w konkursie skoków, w którym zajął 40. miejsce indywidualnie i 13 w drużynie.